# Georgi Karlowitsch Meister
Georgi Karlowitsch Meister (russisch Георгий Карлович Мейстер; * 15. Apriljul. / 27. April 1873greg. in Moskau; † 21. Januar 1938 in Saratow) war ein russischer Biologe, Pflanzenzüchter und Hochschullehrer.

## Leben
Meister, Sohn eines Schneidermeisters, schloss die Realschule in Moskau 1893 ab. Er studierte am Land- und Forstwirtschaftlichen Institut Nowa Aleksandria mit Abschluss 1897. Darauf arbeitete er als Statistiker in der Moskauer Stadtverwaltung und für das Semstwo des Gouvernements Wladimir. 1902 wurde er Ujesd-Agronom des Balaschow-Semstwo-Amtes des Gouvernements Saratow. 1904–1905 nahm er am Russisch-Japanischen Krieg teil. 1908 wurde er Direktor des Balaschow-Versuchsfeldes.
Nach der Oktoberrevolution wurde Meister 1918 Leiter der Pflanzenzucht-Abteilung (bis 1935) und 1920 Direktor (bis 1926) der Pflanzenzuchtstation Saratow, die später das Forschungsinstitut für Landwirtschaft des Südostens wurde. 1921 wurde er Professor und leitete den Lehrstuhl für Genetik, Pflanzenzucht und Gartenbau des Instituts für Landwirtschaft und Melioration Saratow (bis 1932). 1924 wurde er Direktor der Samenzuchtorganisation Saratow (bis 1927) und 1933 Direktor des Pflanzenzuchtzentrums Saratow. Zu seinen Schülern gehörten Nikolai Wassiljewitsch Zizin, Alexei Pawlowitsch Schechurdin und Walentina Nikolajewna Mamontowa. 1934 wurde Meister Doktor der biologischen und landwirtschaftlichen Wissenschaften. 1935 wurde er Vizepräsident der Allunionsakademie für Landwirtschaftswissenschaften "W. I. Lenin" (WASChNIL) und 1937 Präsident-Stellvertreter.
In der Zeit des Großen Terrors wurde Meister am 11. August 1937 verhaftet. Er wurde die Nr. 92 auf der Saratow-Erschießungsliste mit 170 Personen, die vom NKWD-Major Wladimir Jefimowitsch Zessarski zusammengestellt und von Stalin, Woroschilow, Molotow und Kaganowitsch am 21. Januar 1938 unterschrieben wurde. Das Militärkollegium des Obersten Gerichts der UdSSR verkündete das Todesurteil, und die Erschießung erfolgte am gleichen Tag. Rehabilitiert wurde er am 26. Dezember 1957.
Meisters Frau Ljudmila Abramowna war Übersetzerin und Literaturwissenschaftlerin. Ihre Tochter Nina war Wissenschaftlerin im  Forschungsinstitut für Landwirtschaft des Südostens. Die Adoptivtochter Tatjana (1922–1989), Doktorin der physikalisch-mathematischen Wissenschaften und Professorin an der Universität Leningrad, heiratete den Physiker Alexei Michailowitsch Schuchtin. Meisters älterer Bruder Alexander Karlowitsch Meister wurde ebenfalls Opfer des Großen Terrors mit postumer Rehabilitierung.
Eine Straße in Saratow trägt Meisters Namen.

## Ehrungen
- Verdienter Wissenschaftler der RSFSR (1929)
- Leninorden (1935)[2]
- Ehrenzeichen der Sowjetunion (1936)[2]